# Кетрисанівка
Кетриса́нівка — село в Україні, центр Кетрисанівської сільської громади Кропивницького району Кіровоградської області. Орган місцевого самоврядування — Кетрисанівська сільська рада. Розташоване на річці Громоклія.
Населення становить понад тисячу осіб.

## Транспорт
Через Кетрисанівку проходить автомобільна дорога національного значення Н14.

## Історія
На карті генерального межування 1828 року населений пункт позначений як село Дукси Кітрусань. А на більш пізній карті середини 19 сторіччя згадується під назвою «Ніколаєво (Кітросановка Дворянская)».
1859 року у власницькому селі Кетрисанове (Громоклій, Миколаєво, Дворянське) Єлисаветградського повіту Херсонської губернії, мешкало 245 осіб (126 чоловічої статі та 119 — жіночої), налічувалось 45 дворових господарства, існувала православна церква й поштова станція.
Станом на 1886 рік у колишньому власницькому селі, центрі Кетрисанівської волості, мешкало 134 особи, налічувалось 26 дворових господарств, православна церква, лавка й поштова станція.
За даними 1894 року у селі Кетрисанівка (Миколаєво, Громоклій, Дворянське) мешкало 127 осіб (62 чоловічої статі та 65 — жіночої), налічувалось 33 дворових господарства, існували православна церква, церковно-парафіяльна школа на 22 учні (15 хлопчиків й 7 дівчаток), земська поштова станція, винна лавка.
В другій половині 20 століття приєднане село Барвінківка.

## Населення
Згідно з переписом УРСР 1989 року чисельність наявного населення села становила 1606 осіб, з яких 708 чоловіків та 898 жінок.
За переписом населення України 2001 року в селі мешкало 1408 осіб.

### Мова
Розподіл населення за рідною мовою за даними перепису 2001 року:
| Мова       | Відсоток |
| ---------- | -------- |
| українська | 96,58 %  |
| російська  | 2,14 %   |
| молдовська | 1,00 %   |
| білоруська | 0,21 %   |
| гагаузька  | 0,07 %   |

## Пам'ятки
В селі розташована Церква Святої Трійці, збудована в 1835 році.

## Відомі уродженці
- Зінченко Яків Васильович (1892 — після 1952) — військовий і громадський діяч, сотник 1-го кінного Гайдамацького партизанського куреня ім. Я. Кармелюка; сотник піхоти Армії УНР.
- Яблоновський Олександр Олександрович (1870-1934) — російський письменник, журналіст.